# Rémy Cointreau
Rémy Cointreau este o companie franceză producătoare de băuturi alcoolice înființată în 1724.
Este al patrulea producător european de băuturi spirtoase
și al doilea mare producător de băuturi alcoolice din Franța.